# What a symphony
What a symphony is het tweede studioalbum van CODA. 

## Inleiding
CODA werd direct na de uitgifte van hun debuutalbum Sounds of passion weer een eenmansband rond Erik de Vroomen. De Vroomen trok zich bijna geheel terug uit de muziekwereld, teleurgesteld en bijna ten onder gegaan aan druk om een goede opvolger van het album. Die opvolger kwam pas in 1996 met What a symphony. Symphony verwijst naar symfonische rock en het klassieke symfonie, samenspel. Het album is deels opgehangen aan het bestrijden van discriminatie en vervolging. Vier delen uit Overture en Lament for planet earth grijpen daarop terug, waarbij Ed van Thijn en ook Awraham Soetendorp tekstuele ondersteuning geven. De danklijst is lang; onder andere zijn ex-CODA-leden staan er op, maar ook Aafje Heynis (een prettig gesprek), het Brabants Orkest (uitlenen instrumentarium) en de Anne Frank Stichting worden genoemd.
Opnamen vonden plaats in de Pathos Studio in Nottuln; kerkorgels ter plaatse (Nottuln en Wijchen)

## Musici
De muzikale gastenlijst is lang:
- Andrea Riche – mezzosopraan (tracks 1, 14, 17)
- Gabriele Wunderer – alt (1, 14)
- Marie-Claire Cremers – zang (6, 11, 16, 18)
- Hugo Holleman – viool(1, 11, 17, 19,23) (maxisingle tracks  2, 3)
- Elisabeth Fürniss – cello (11, 19, 20)
- Frank Nielander – sopraansaxofoon, altsaxofoon (4, 18) (maxi 1, 2)
- Bernd Kühnel – fagot (13)
- Gerie Daanen – accordeon (maxi 1)
- Pieter Douma – basgitaar (2, 3, 6, 11, 13, 17), (maxi 1)
- Albert Straten – percussie (9, 13, 19) (maxi 1,2) (lid Brabants orkest)
- Henri Rijken – percussie (2, 3, 9, 14, 19) (lid Gelders Orkest)
- Eugene Flören – marimba (14, 19)
- Alexander Roschgestvin – declamatie ((1)
- Franck Edon – declamatie (maxi 1)
- Jack Witjes – zang (18-20)

## Muziek
| Nr. | Titel | Duur |
| --- | --- | ---- |
| 1.  | Overture: Libera me (De Vroomen)                                                                               | 3:22 |
| 2.  | Overture: in the shadow of tomorrow (De Vroomen)                                                               | 2:16 |
| 3.  | Disfigured world (De Vroomen)                                                                                  | 1:58 |
| 4.  | Nostalgia (De Vroomen)                                                                                         | 2:41 |
| 5.  | Lament for planet Earth: Prelude (De Vroomen)                                                                  | 2:19 |
| 6.  | Lament for planet Earth: The proud tower 1 (De Vroomen)                                                        | 4:38 |
| 7.  | Lament for planet Earth: Interlude (De Vroomen)                                                                | 2:01 |
| 8.  | Lament for planet Earth: The proud tower 2 (De Vroomen)                                                        | 3:18 |
| 9.  | Lament for planet Earth: Mother earth is crying (De Vroomen, Jacky van Tongeren)                               | 5:07 |
| 10. | Lament for planet Earth: Interlude (De Vroomen)                                                                | 1:21 |
| 11. | Lament for planet Earth: Elegy (De Vroomen)                                                                    | 7:21 |
| 12. | Lament for planet Earth: Postlude (De Vroomen)                                                                 | 1:51 |
| 13. | Spirit of waves (Bludeau)                                                                                      | 3:12 |
| 14. | Deja vu (De Vroomen)                                                                                           | 1:45 |
| 15. | Rise and eclipse of the sun: Premonitions (De Vroomen)                                                         | 2:40 |
| 16. | Rise and eclipse of the sun:: Rise of the sun/The Gates of heaven (De Vroomen, Bludeau, Anne-Mieke de Vroomen) | 3:49 |
| 17. | Rise and eclipse of the sun: Heavenly bliss, The joy of life, Eclipse of the sun, Lacrimosa (De Vroomen)       | 9:33 |
| 18. | What a symphony: The broken man (De Vroomen)                                                                   | 5:02 |
| 19. | What a symphony: The march af absurdity (De Vroomen)                                                           | 6:22 |
| 20. | What a symphony: Epilogue-Reflexion elegiaque (De Vroomen)                                                     | 1:05 |
| 21. | Last view from the universe of humanity (Bludeau)                                                              | 4:25 |

| Nr. | Titel                                             | Duur |
| --- | ------------------------------------------------- | ---- |
| 1.  | Love poem: Again and again (De Vroomen)           | 7:07 |
| 2.  | Love poem: The bridge (De Vroomen)                | 2:12 |
| 3.  | Love poem: My heart is bleeding love (De Vroomen) | 4:10 |
| 4.  | Chico Rio (Jacky van Tongeren)                    | 5:28 |
| 5.  | Overture (demoversie) (De Vroomen)                | 3:07 |